# A Compilation Of Warped Music
A Compilation Of Warped Music es el tercer disco recopilatorio que Side One Dummy distribuyó del Warped Tour, en este caso del celebrado en 1998.

## Listado de canciones
1. Bad Religion - Markovian Process
2. Swingin' Utters - Overvatory
3. Mighty Mighty Bosstones - Wake Up Call
4. NOFX - It's My Job To Keep Punk Rock Elite
5. All - I'll Get There
6. Pennywise - Broken
7. Strung Out - King Alvarez
8. Dance Hall Crashers - All Mine
9. 22 Jacks - Sky
10. Royal Crown Revue - Zip Gun 98
11. The Smooths - Farewell
12. No Use For A Name - A Postcard Would Be Nice
13. Sick Of It All - Straight Ahead
14. The Bouncing Souls - Cracked
15. Man Will Surrender - Open Up
16. Hepcat - Nigel
17. Ozomatli - Cumbio De Los Muertos
18. Decendents - Gotto
19. Lagwagon - Failure
20. Red Five - Creation
21. Mad Caddies - The Bell Tower
22. Tilt - Molly Coddled
23. El Centro - Friend
24. Furious IV- The Poor Me Sob Story
25. No Knife - Charades

- Datos: Q3602402